# 색깔있는 남자
"색깔있는 남자"(A Man With Color)는 한국에서 제작된 김성수 감독의 1985년 드라마 영화이다. 임성민 등이 주연으로 출연하였고 김화식 등이 제작에 참여하였다.

## 출연

### 주연
- 임성민
- 오수미
- 오혜림
- 오경아

### 조연
- 홍명진
- 변희봉
- 정성원
- 문태선
- 박동룡
- 신동욱
- 유상미
- 황인숙
- 권형진
- 정영국

## 기타
- 제작실장: 김이철
- 촬영부: 정한철
- 촬영부: 황재선
- 조명: 김강일
- 조명부: 박현원
- 조명부: 김일준
- 조명부: 신경만
- 조명부: 김재후
- 그립: 박희재
- 조연출: 김은미
- 조연출: 송윤섭
- 조연출: 조용철
- 조연출: 김정태
- 붐어시스턴트: 김병수
- 네가편집: 이도원
- 스타일리스트: 김호길
- 현상: 영화진흥위원회 현상실
- 효과: 양대호